# Efstratios Griwas
Efstratios Griwas, gr. Ευστράτιος Γρίβας (ur. 30 marca 1966 w Ejo) – grecki szachista, trener (FIDE Senior Trainer od 2005), sędzia (International Arbiter od 1998) i autor książek o tematyce szachowej, arcymistrz od 1993.

## Kariera szachowa
W latach 80. i 90. XX wieku należał do ścisłej czołówki greckich szachistów. Pomiędzy 1984 a 1998 r. uczestniczył we wszystkich w tym okresie rozegranych ośmiu szachowych olimpiadach, w 1998 r. zdobywając srebrny medal za indywidualny wynik na III szachownicy. Oprócz tego, trzykrotnie (1989, 1992, 1997) reprezentował narodowe barwy na drużynowych mistrzostwach Europy, na których w 1989 r. zdobył złoty medal za uzyskany wynik na III szachownicy. Wielokrotnie startował w finałach indywidualnych mistrzostw Grecji, dwukrotnie (1983, 1996) zdobywając tytuł mistrza kraju. Był również złotym medalistą w kategorii juniorów (1981 - do lat 16, 1982 i 1985 - do lat 20) i w grze szybkiej (1996) oraz trzynastokrotnym drużynowym mistrzem kraju (w latach 1982 - 2004) i siedmiokrotnym zdobywcą drużynowego Pucharu Grecji (w latach 1984–2003).
Do największych sukcesów Efstratiosa Grivasa w turniejach międzynarodowych należą:
- dwukrotne zwycięstwa w turniejach Acropolis w Atenach (1986 i 1991)[4],
- dz. IV m. w mistrzostwach świata juniorów do lat 20 w Szardży (1985, wspólnie z m.in. Wasilijem Iwanczukiem i Viswanathanem Anandem),
- dz. II m. w Monachium (1986, za Stuartem Conquestem, wspólnie z Ralphem Götzem),
- III m. w Ksanti (1991, za Krumem Georgiewem i Wiktorem Bołoganem),
- II m. w Gausdal (1993, turniej Troll Masters, za Wasiliosem Kotroniasem),
- dz. II m. w Kopavogurze (1994, za Hannesem Stefanssonem, wspólnie z Zoltanem Almasim i Dharshanem Kumaranem),
- dz. II m. w Iliupoli (1995, za Joanisem Nikolaidisem, wspólnie z Konstandinosem Mutusisem),
- dz. I m. w Limassolu (1997, wspólnie z Krumem Georgiewem, Igorem Miladinoviciem i Spiridonem Skiembrisem),
- IV m. w Atenach (1997, mistrzostwa Europy w szachach szybkich, za Ulfem Anderssonem, Anatolijem Wajserem i Alberto Davidem),
- dz. II m. w Budapeszcie (2001, turniej First Saturday FS12 GM-B, za Levente Vajdą, wspólnie z m.in. Peterem Horvathem i Tomim Nybackiem).

Na swoim koncie posiada kilkadziesiąt książek o tematyce szachowe, w latach 1986–2008 wydał łącznie 42 publikacje, zarówno w formie książkowej, jak i na nośnikach magnetycznych.
Najwyższy ranking w dotychczasowej karierze osiągnął 1 stycznia 1999 r., z wynikiem 2528 punktów zajmował wówczas 2. miejsce (za Joanisem Papaioanu) wśród greckich szachistów.